# 2000년 두산 베어스 시즌
2000년 두산 베어스 시즌은 두산 베어스가 KBO 리그에 참가한 2번째 시즌으로, OB 베어스 시절까지 합치면 19번째 시즌이다. 감독은 김인식, 주장은 김태형이었다. 팀은 정규리그에서는 드림리그 2위 겸 전체 2위를 기록하며 플레이오프에 직행했다. 이후 LG를 꺾고 한국시리즈까지 진출했으나 주축타자 김동주가 플레이오프에서 입은 부상 탓인지 한국시리즈에 출전하지 못하여 현대에게 3승 4패로 무릎을 꿇고 준우승을 기록했다.

## 타이틀
- 시드니 올림픽 동메달: 김인식(코치), 진필중, 홍성흔, 김동주, 정수근
- KBO 골든글러브: 김동주 (3루수), 우즈 (지명타자)
- KBO 골든포토상: 정수근
- 매직글러브: 장원진 (좌익수), 정수근 (중견수), 심정수 (우익수)
- 플레이오프 MVP: 심정수
- 올스타 선발: 김동주 (3루수), 정수근 (외야수), 심정수 (외야수), 우즈 (지명타자)
- 올스타전 추천선수: 홍성흔, 장원진, 진필중
- 올스타전 홈런더비 우승: 우즈
- 컴투스프로야구 두산 베어스 베스트 라인업: 우즈 (1루수)
- 컴투스프로야구 00년대 올스타: 구자운 (중계투수)
- 컴투스프로야구 2000 특수 카드 해금 라인업: 김동주 (3루수)
- 컴투스프로야구 선정 우동수 트리오: 우즈, 김동주, 심정수
- 공격 WAR: 우즈 (7.13)
- 출장(타자): 장원진 (133)
- 타수: 장원진 (527)
- 안타: 장원진 (170)
- 3루타: 장원진 (5)
- 도루: 정수근 (47)
- 출장(투수): 이혜천 (78)
- 구원등판: 이혜천 (76)
- 마무리등판: 진필중 (56)
- 완봉: 이광우 (1)
- 세이브포인트: 진필중 (47)
- 세이브: 진필중 (42)

### 퓨처스리그
- 출장(타자): 강봉규 (60)
- 타율: 문희성 (0.351)
- 장타율: 문희성 (0.649)
- 북부리그 OPS: 문희성 (1.068)
- 북부리그 2루타: 문희성 (14)
- 북부리그 3루타: 강봉규 (5)
- 홈런: 문희성 (14)
- 타점: 문희성 (60)
- 다승: 박찬협 (8)
- 이닝: 박찬협 (96)
- 상대한 타자 수: 박찬협 (426)

## 선수단
- 선발투수 : 이광우, 조계현, 파머, 최용호, 박보현, 정진용, 김영수
- 구원투수 : 구자운, 김유봉, 한태균, 장성진, 이혜천, 이상훈, 이경수, 차명주, 이용호
- 마무리투수 : 진필중, 박명환, 박찬협
- 포수 : 홍성흔, 이도형, 김태형
- 1루수 : 강혁, 최훈재
- 2루수 : 안경현, 정원석, 이종민
- 유격수 : 김민호
- 3루수 : 김동주, 홍원기
- 좌익수 : 장원진, 전상렬
- 중견수 : 정수근, 김실
- 우익수 : 심정수, 문희성
- 지명타자 : 우즈, 강봉규, 전형도, 강규철, 윤상무

## 특이 사항
- 김유봉은 4월 11일 LG 트윈스와의 경기에서 구단 사상 첫 홀드를 기록했다.
- 파머는 4월 15일 SK 와이번스와의 경기에서 KBO 리그 외국인 투수 1호 홀드를 기록했다.
- 이혜천은 4월 11일 LG 트윈스와의 경기에서 승리, 4월 14일 SK 와이번스와의 경기에서 홀드, 4월 15일 SK 와이번스와의 경기에서 세이브, 4월 21일 롯데 자이언츠와의 경기에서 패전을 기록하여 KBO 리그 사상 최초로 단일 시즌 승, 패, 홀드, 세이브를 모두 기록한 투수가 되었다.
- 파머는 4번의 보크를 범해 역대 단일 시즌 최다 보크 타이 기록을 세웠다.
- 팀은 총 52회의 세이브를 기록하여 단일 시즌 팀 최다 세이브 기록을 세웠다.
- 정수근은 이 시즌 홈런 3개를 쳤는데 이 중 2개가 그라운드 홈런이었다.
- 우즈는 20세기 누적 WAR 15.59로 KBO 리그 외국인 타자 최고 기록을 세웠다.
- 파머는 KBO 리그 외국인 투수 중 최초로 포스트시즌에서 홀드를 기록했다.
- 정수근은 포스트시즌에서 3루타 2개를 쳐 KBO 리그 역대 단일 포스트시즌 최다 3루타 기록을 세웠다.
- 김수경은 포스트시즌에서 볼넷 18개를 내줘 KBO 리그 역대 단일 포스트시즌 최다 볼넷 허용 기록을 세웠다.
- 조계현은 포스트시즌에 총 5번 선발 등판하여 KBO 리그 역대 단일 포스트시즌 최다 선발 등판 기록을 세웠다.
- 조계현은 KBO 포스트시즌 사상 최초로 통산 100이닝 달성 투수가 되었다.
- 두산 베어스 2군은 1995년부터 1999년까지 5년 연속으로 KBO 퓨처스리그 북부리그 최하위에 머무르다가 이 시즌에 북부리그 1위에 올랐다.